# Rašeliniště na Smrku
Rašeliniště na Smrku je přírodní památka na severozápadním okraji Olomouckého kraje v okrese Jeseník. Území o velikosti 6,7 hektaru se rozkládá na nejvyšším vrcholku Rychlebských hor, Smrku (1127 m). Náleží do správních území obcí Lipová-lázně a Ostružná. Přírodní památka je součástí evropsky významné lokality Rychlebské hory – Sokolský hřbet.
Lokalita byla vyhlášena přírodní památkou v roce 2013 a je spravována Krajským úřadem Olomouckého kraje. Předmětem ochrany je maloplošné vrchovištní rašeliniště s fragmenty podmáčených a rašelinných smrčin, na které je vázán výskyt zvláště chráněných a ohrožených druhů organismů, např. bradáčka srdčitého (Listera cordata).

## Historie

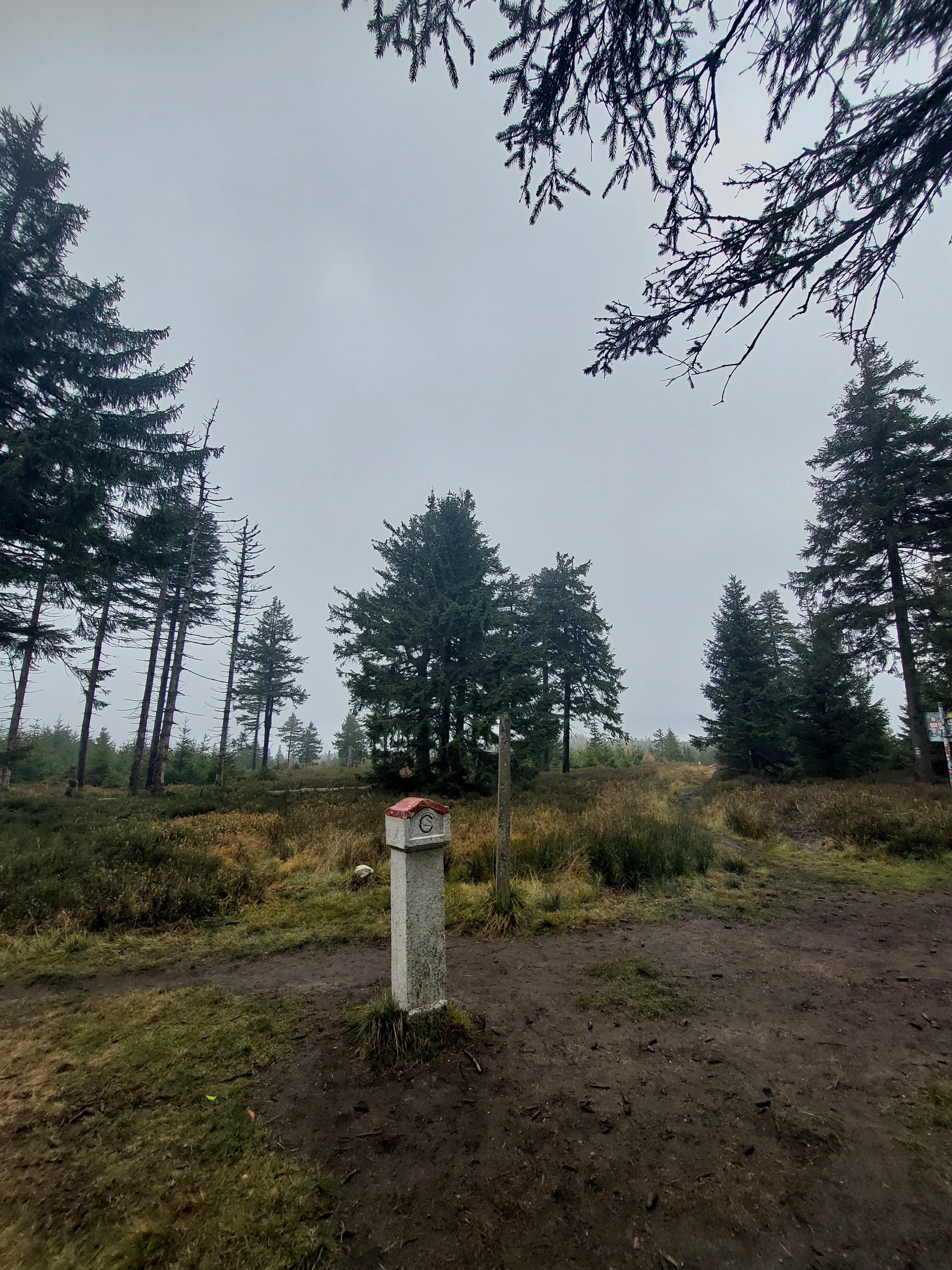
Hraniční kámen označující trojmezí Kladska, Moravy a Slezska na území přírodní památky Rašeliniště na Smrku

Území přírodní památky bylo již v roce 1971 navrhováno na vyhlášení státní přírodní rezervace Smrk a Lví hora, jejímž cílem by byla ochrana horských smrčin na vrchovištním rašeliništi a horských kapradinových smrčin. Lokalita však byla později z návrhu vyškrtnuta. Důvodem bylo nadměrné narušení exhalacemi a větrnými a kůrovcovými kalamitami, v jejichž důsledku bylo území smrčin ze 70 % odtěženo a vznikly velkoplošné holiny. Ochrany se tak dočkalo až v roce 2013 vyhlášením přírodní památky Rašeliniště na Smrku.

## Přírodní poměry

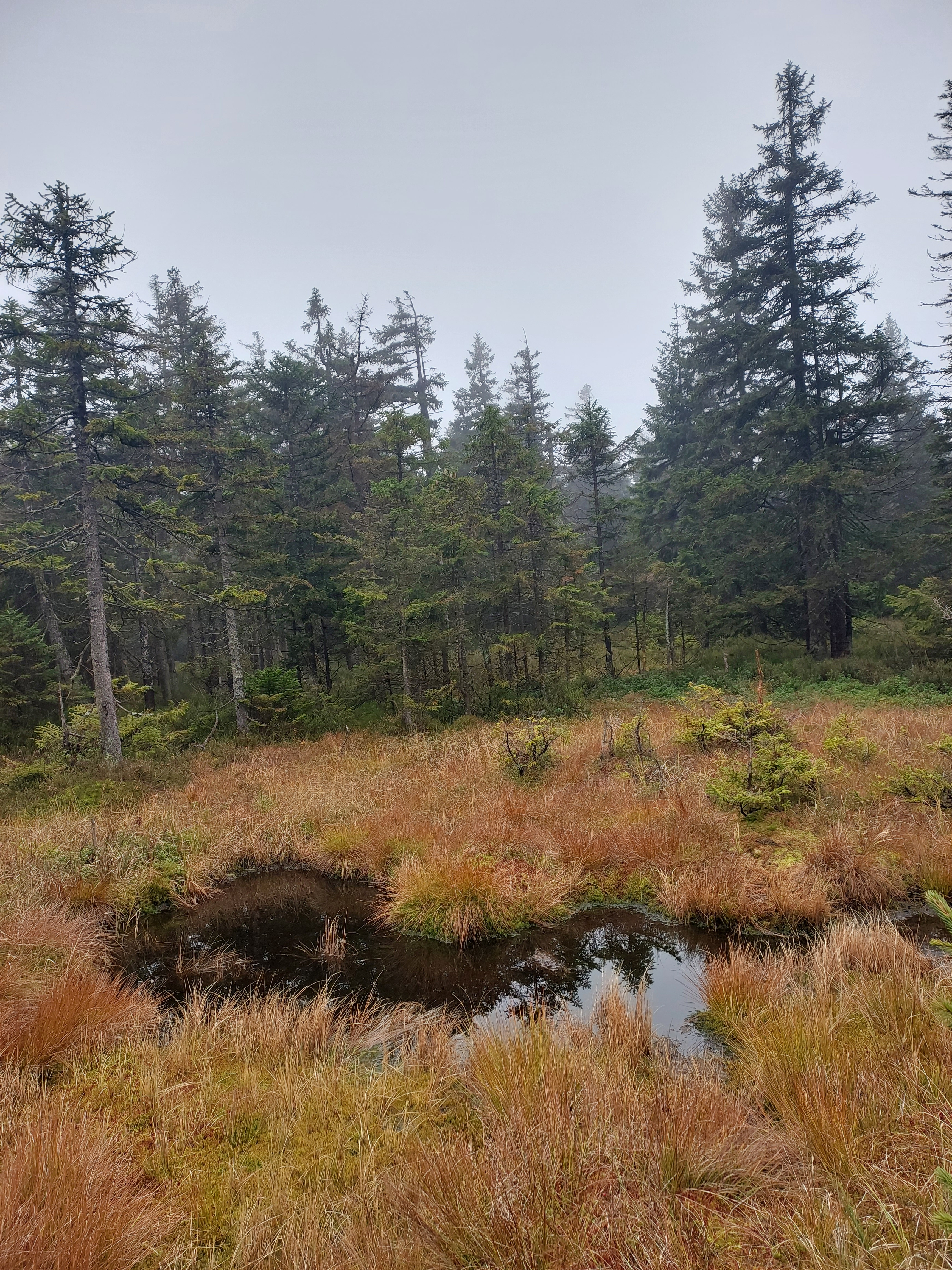
Centrální rašelinné jezírko přírodní památky Rašeliniště na Smrku

Vymezené území přírodní památky leží na rozlehlém vrcholku hory Smrk, která je nejvyšším bodem Rychlebských hor. Rašeliniště se tak nachází v nadmořské výšce 1127 metrů a jeho plocha se svažuje mírně severozápadním směrem až do nadmořské výšky 1115 metrů. Výměra území je 6,71 hektaru. Rašelina volně přechází v lesní smrkový porost, typický pro tamní lokalitu. Ve vzdálenosti několika set metrů se nachází trojmezí Kladska, Moravy a Slezska, ležící na hranici s Polskem. Ve vzdálenosti pět kilometrů jihovýchodním směrem od rašeliniště začíná chráněná krajinná oblast Jeseníky.
Dochází zde k překryvu s evropsky významnou lokalitou Rychlebské hory – Sokolský hřbet, přičemž přírodní památka Rašeliniště na Smrku se nachází v její západní části.
Přírodní památka je ze čtvrtiny tvořena podmáčenými smrčinami doplněnými pasekami, smrkovým porostem a otevřeným rašeliništěm, které zahrnuje menší rašelinné jezírko.

### Geologie
Území přírodní památky se nachází v západosudetské oblasti orlicko-sněžnického krystalinika. Geologické podloží je tvořeno metamorfovanými horninami z období neoproterozoika až spodního paleozoika (metaryolit, metatuf). V oblasti samotného vrcholu jsou metamorfované horniny překryty mladšími kvartérními organickými rašelinnými sedimenty. V blízkém okolí vrcholové plošiny se nachází také amfibolity a gabroamfibolity.

### Geomorfologie
Lokalita je součástí geomorfologického celku Rychlebských hor. Rozkládá se na území Hornolipavské hornatiny, těsně sousedící s Hrubým Jeseníkem, konkrétně v jejím okrsku Petříkovská hornatina. Vrchol hory Smrk je plochým vrchovištěm, které je členěno lesními cestami a pěšinami. Terén v nadmořské výšce v rozmezí 1127 až 1110 metrů je mírně svažitý severozápadním směrem. Většími krajinnými útvary jsou zde torza stromů, která bývají ponechána samovolnému rozkladu. Přírodní památka navíc skýtá bulty a šlenky, typické útvary pro tuto rašelinnou oblast.

### Půdy
Hlavním půdním typem lokality jsou podzoly. V okolí přírodní památky se většinově nalézají humuso-železité modální podzoly, typické pro horské polohy, společně s glejovými podzoly, které se nalézají v podmáčenějších místech. V okolí rašeliny se nachází také rankery a na území samotného rašeliniště se nalézá vyvinutá organozem.

### Hydrosféra

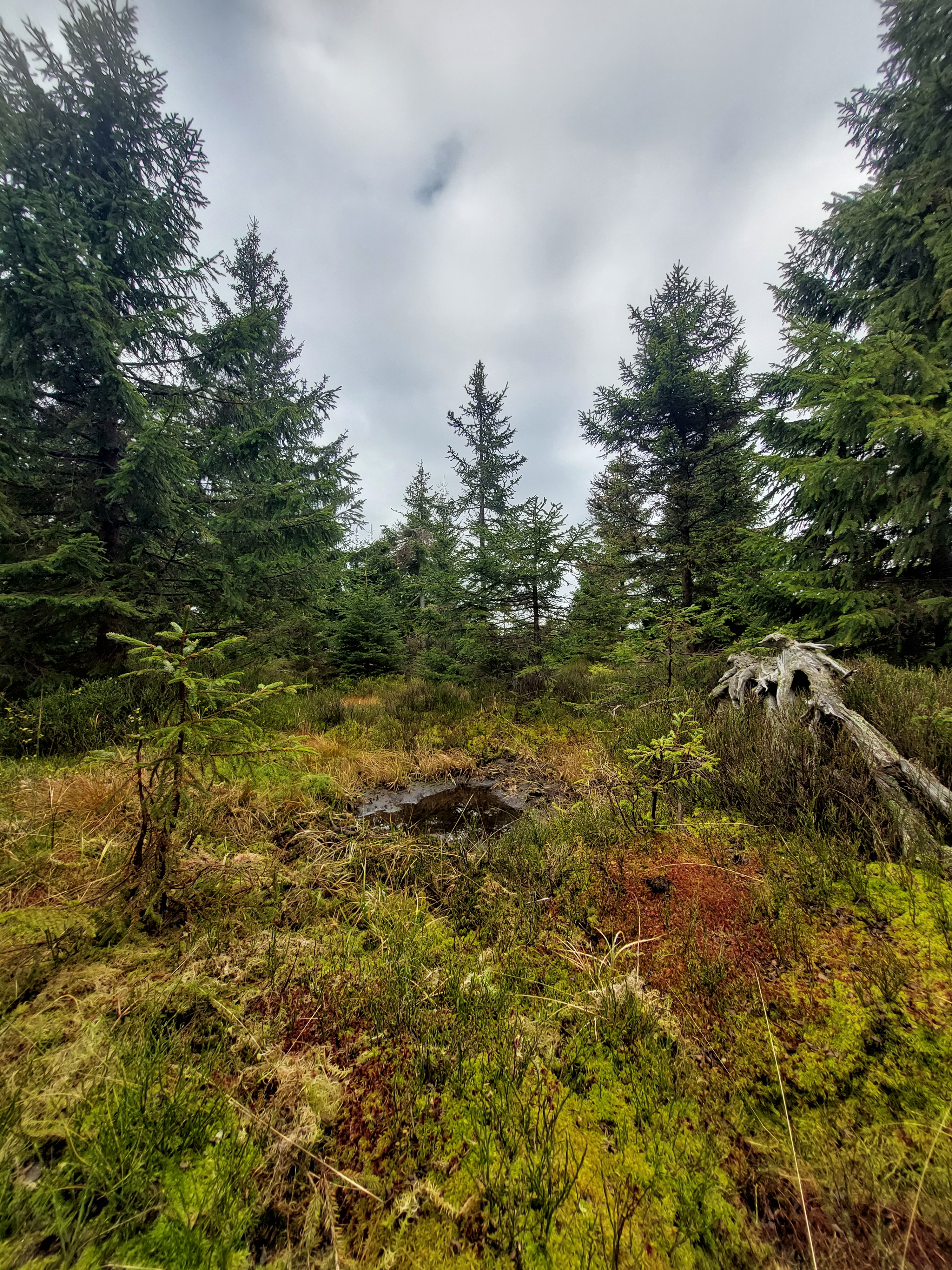
Menší rašelinná tůně přírodní památky Rašeliniště na Smrku

Přes vrcholové území Smrku prochází rozvodí Odry a Dunaje. Severní část lokality je tak odvodňována povodím Kladské Nisy, vlévající se v Polsku do Odry, a jižní část spadá do povodí Moravy. Rašeliniště je zásobováno dešťovou a sněhovou vodou, která se zdržuje díky omezenému odtoku z vrcholového plató. V prostoru přírodní památky se nachází malé rašelinné jezírko a několik dalších menších tůní.

### Podnebí
Území přírodní památky spadá z klimatického hlediska do chladné oblasti CH6. Chladná oblast se vyznačuje krátkým, relativně chladným létem a delší zimou s dlouhým setrváním sněhové pokrývky. Tento chladný a vlhký klimatický režim přispívá k tvorbě rašelinných biotopů.

### Flora
Území náleží k fytogeografickému okresu 96 – Králický Sněžník, ve kterém lze nalézt převážně kulturní smrčiny a dochované zbytky klimaxových a podmáčených smrčin společně s rašeliništi. Hlavní složkou vegetace území přírodní památky je rašelinná smrčina (Piceion excelsae) a rašeliníky (Sphagnum spp.). Lesní patro je tvořeno především smrčinami, doplněnými o borůvkové a brusinkové keříčky. V bylinném patře najdeme suchopýr pochvatý (Eriophorum vaginatum), třtinu chloupkatou (Calamagrostis villosa) či metličku křivolakou (Avenella flexuosa). Na samotném vrchovišti dominují rašeliníky a nalezneme tu kolem padesáti druhů mechů a játrovek, včetně křepenky hlavaté (Cephalozia pleniceps).

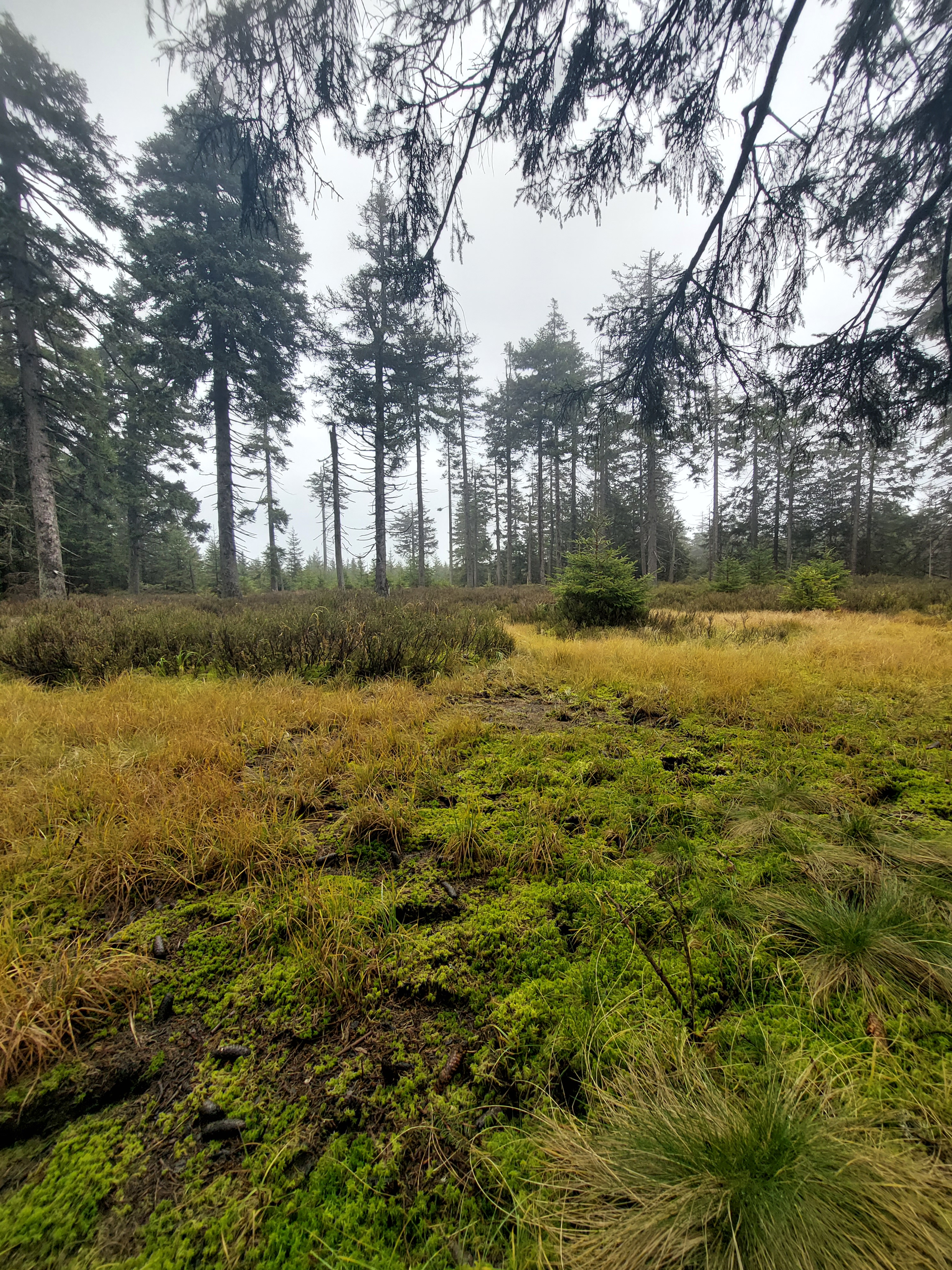
Vegetace podmáčených rašelinných smrčin přírodní památky Rašeliniště na Smrku

Přírodní památka hostí několik vzácných rostlinných druhů. V okolí rašelinných šlenků roste ostřice mokřadní (Carex limosa) a ostřice chudokvětá (Carex pauciflora). Na okrajích vrchoviště a v přilehlém lese se nachází prstnatec listenatý (Dactylorhiza longebracteata), známý také jako prstnatec Fuchsův. Ohrožený bradáček srdčitý roste v rámci Rychlebských hor jedině na této lokalitě. Mezi další rostlinné druhy, které lze v lokalitě nalézt, patří klikva bahenní (Vaccinium oxycoccos).
Na území bylo zaznamenáno také přes sedmdesát taxonů hub, mezi významné patří druhy pavučinců, uvedené v Červeném seznamu, například pavučinec olivově žlutý (Cortinarius subtortus).

### Fauna
Živočišnými druhy, které lze na území památky nalézt, jsou např. skokan hnědý (Rana temporaria) a silně ohrožená ještěrka živorodá (Zootoca vivipara). Mezi významné druhy přítomných horských motýlů patří okáč rudopásný (Erebia euryale), šerokřídlec květelový (Parietaria dilucidaria) či zelenopláštník borůvkový (Jodis putata). Vyskytuje se zde ohrožená majka fialová (Meloe violaceus) a zlatohlávek tmavý (Oxythyrea funesta). Dalšími významnými druhy brouků jsou krasec lesní (Buprestis rustica), kornatec drobný (Ostoma ferruginea) a střevlíček (Pterostichus rufitarsis). Vyskytuje se zde lesklice horská (Somatochlora alpestris) a společně s ní několik dalších druhů vážek. Přítomnost těchto vzácných druhů hmyzu, vázaných na specifické rašelinné podmínky, zvyšuje ekologickou hodnotu území.

## Ochrana přírody

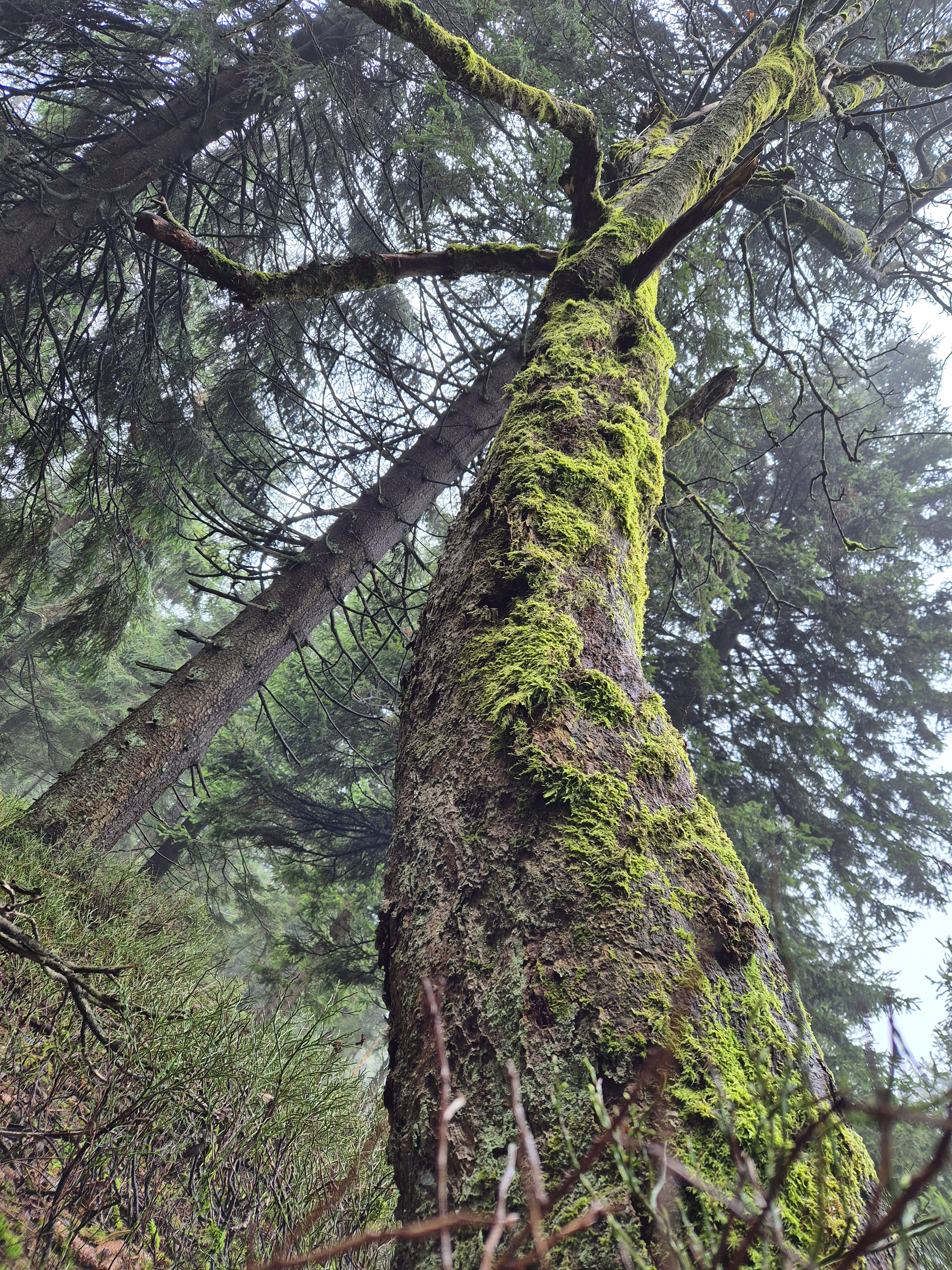
Torzo stromu obrostlé mechy a lišejníky, přírodní památka Rašeliniště na Smrku

Předmětem ochrany je maloplošné vrchovištní rašeliniště s fragmenty podmáčených a rašelinných smrčin, na které je vázán výskyt zvláště chráněných a ohrožených druhů organismů. V konsorciích smrků se nachází populace kriticky ohroženého druhu jedné z nejmenších českých orchidejí, bradáčka srdčitého. Dalšími přítomnými ohroženými druhy jsou například ostřice mokřadní, klikva bahenní a plavuň pučivá (Lycopodium annotinum). Zvláště chráněným živočichem je ještěrka živorodá.
Dřívější zásahy v okolí památky nebyly zaměřeny na péči a zachování lokality, ale spíše na její hospodářské využití, avšak centrální část vrchoviště byla ponechána bez zásahu.
Dle plánu péče by lesní porosty měly být tvořeny přirozenými druhy dřevin, především smrkem ztepilým (Picea abies) a jejich obnova by měla být prováděna přirozenou cestou. Aplikovaným managementem ochrany je zde zachování starých stromů a jejich torz, které se stávají habitatem pro organismy vázané na mrtvé dřevo, například druhy mechorostů, lišejníků a bezobratlých. Pro zachování populací horských motýlů, vázaných na velmi rozvolněné podmáčené lesy, je nezbytné provádět pravidelnou a citlivou probírku lesního porostu. Při mimořádných okolnostech, jako jsou vichřice nebo přemnožení populace podkorního hmyzu, se ponechává část napadeného dřeva na místě. Je žádoucí redukovat nepůvodní druhy jako smrk pichlavý (Picea pungens) a olše zelená (Alnus alnobetula), které byly uměle vysazeny po kalamitní těžbě v osmdesátých dvacátého století.
Péče o nelesní biotop, kterým je zde aktivní vrchoviště s bulty a šlenky, by měla být založena na přirozenému vývoji území přírodní památky. Pro zachování a podporu populace kriticky ohroženého bradáčka srdčitého je možné provádět jednorázové zásahy, například kontrola vitality a případné odstranění starších smrků, pod jejichž větvemi se jedinci vyskytují. Dále je vhodné vyloučit zásahy, jejichž následkem by mohlo dojít ke snížení hladiny vody na vrchovišti a v jeho okolí. Pro podporu šlenkových druhů, je možné vykopat menší prohlubně v podmáčených oblastech rašelinné smrčiny, kde se nevyskytují ohrožené druhy rostlin, které by mohly být tímto zásahem poškozeny.
Vliv zvěře na lokalitu je negativní i pozitivní. Dochází ke znečištění vodního prostředí nadměrným množstvím trusu. Častým rozrytím terénu může docházet ke změnám struktury biotopu a narušování vývojových stádii hmyzu. Na druhou stranu přiměřený pohyb zvěře může udržovat jezírka nezarostlá, a dokonce může dílčí menší tůňky zvětšovat a vytvářet.
Každému zásahu by měl předcházet průzkum výskytu bradáčku srdčitého a měl by být proveden se souhlasem orgánu ochrany přírody. Veškerá opatření by měla zajistit stabilitu okrajů vrchoviště, ochranu před kalamitami v okolních lesních porostech a udržení bezlesí v prostorech centrálních rašelinišť.

## Přístup
K přírodní památce je z jižní strany vedena červená turistická trasa z Ramzovského sedla přes samotný vrchol Smrku až k zmiňovanému trojmezí Kladska, Moravy a Slezska. Přístup ze centra Rychlebských hor je zajištěn žlutou turistickou trasou, která je vedena přes sousední vrcholy Studený a Lví hora. K návštěvě autem památka přístupná není a nejbližší zastávkou hromadné dopravy je vlaková stanice Horní Lipová.